# Јамаучи Тојошиге
Јамаучи Тојошиге (транслит.) познат и као Јамаучи Јодо (транслит.) (27. новембар 1827 — 21. јун 1872) био је јапански самурај и даимјо из Шикокуа у касном Едо периоду.

## Кратка биографија
Као самурај велике репутације из добре породице и високог ранга, Јаманоучи је постављен за петнаестог лорда по реду округа Тоса. Сарађивао је са Јошида Тоџом у циљу да побољша и модернизује округ Тоса и Јапан. Упркос свом пороку, јер је познат као лорд који воли да пије, остаје запамћен као мудра особа високо поштована у Бакумацу периоду. Године 1859. током Ансеи чистке које је уследила због разних прети по питању актуелне владе, био је принуђен да се пензионише али је и даље био једна од већих фигура у контроли Тоса округа. Године 1862. добија титулу санјо (参与), а пет година касније, (1867) посаветоваће шогуна Токугава Јошинобуа да преда власт цару што он и чини чиме започиње нова ера Меиџи обнове. Умире 1972. године са својих 45. година.